# 동대문우체국
동대문우체국(東大門郵遞局)은 서울 동대문 지역의 우편업무와 우체국예금 · 보험 업무, 공과금 수납 등의 업무를 수행하는 서울지방우정청 소속 우체국이다. 서울특별시 동대문구 천호대로 4에 있다.

## 기본 정보
- 주소: 서울특별시 동대문구 천호대로 4 (신설동)
- 우편번호: 02586

## 연혁
- 1962년 12월 1일: 4급관서(서무과, 통신과, 환저금과)로 개국
- 1981년 10월 24일: 창구과, 우편과, 우편1과, 우편2과로 개편
- 1988년 4월 15일: 집배국, 중계국으로 개편(청량리우체국 집배업무 인수)
- 1997년 7월 1일: 청량리소속 우체국(이문동우체국 등 7개국) 수용
- 1997년 9월 26일: 청사개축(지하2층, 지상4층) 준공
- 1999년 3월 29일: 구리우체국으로 우편물 중계업무 이관
- 1999년 4월 1일: 청량리우체국 관서급 하향(5급 → 6급)으로 편입
- 2008년 12월 26일: 서울이문3동우편취급국 폐국[1]
- 2009년 7월 1일: 서울장안4동우체국을 서울장안2동우체국으로 명칭 변경[2]
- 2012년 7월 13일: 서울휘경2동우편취급국 폐국[3]
- 2014년 1월 1일: 우편구역을 다음과 같이 고시[4]

| 배달국       | 배달구역        | 구역번호      |
| ------------ | --------------- | ------------- |
| 동대문우체국 | 동대문구 전지역 | 02400 ~ 02646 |

- 2014년 7월 4일: 서울경희대학교우체국. 서울시립대학교우체국, 한국외국어대학교우체국 폐국[5]
- 2014년 12월 5일: 산업연구원우체국 폐국[6]
- 2016년 12월 23일: 서울용두동우체국 폐국[7]
- 2017년 1월 2일: 우편구역을 다음과 같이 고시[8]

| 배달국       | 배달구역        | 구역번호      |
| ------------ | --------------- | ------------- |
| 동대문우체국 | 동대문구 전지역 | 02400 ~ 02646 |

- 2017년 6월 30일: 서울제기2동우편취급국 우편환 발행 및 지급 업무 종료[9]
- 2021년 7월 5일 : 서울답십리우체국 폐국[10], 서울답십리우편취급국 설치[11]